# Inma Cuesta
Inma Cuesta, född 17 juni 1980 i Valencia, är en spansk skådespelare.

## Filmografi i urval
- Blancanieves (2012)
- Julieta (2016)